# Yaluhe
Yaluhe (kinesiska: 雅鲁河, 雅鲁河乡) är en socken i Kina. Den ligger i provinsen Heilongjiang, i den nordöstra delen av landet, omkring 350 kilometer nordväst om provinshuvudstaden Harbin.
Genomsnittlig årsnederbörd är 776 millimeter. Den regnigaste månaden är juli, med i genomsnitt 264 mm nederbörd, och den torraste är januari, med 6 mm nederbörd.